# Kavli Institute of Nanoscience
Het Kavli Institute of Nanoscience Delft is een wetenschappelijk onderzoeksinstelling van de faculteit Technische Toegepaste Wetenschappen van de Technische Universiteit Delft.
Dit Instituut werd in 2004 opgericht door een donatie van de Amerikaanse Kavli-Foundation. Het is een van de vijf Kavli-instituten (de andere locaties zijn Cornell, Harvard, CalTech en Berkeley) en de enige buiten de Verenigde Staten.
Het Kavli-institute in Delft bestaat uit twee afdelingen: Quantum Nanoscience en Bionanoscience alsook het Institute of Quantum Technology (QuTech). De huidige co-directoren van het instituut zijn professor Lieven Vandersypen en professor Chirlmin Joo.
- International Standard Name Identifier: 0000 0004 0405 1358